# Heinrich von Starschedel
Heinrich von Starschedel (* um 1435; † 1499) war ein deutscher Ritter, Bergbauunternehmer und leitender Beamter der sächsischen Wettiner. Er wurde von ihnen als Hauptmann in der Bergstadt Schneeberg (Erzgebirge) eingesetzt.

## Leben und Wirken
Starschedel stammte aus dem sächsischen Adelsgeschlecht von Starschedel aus Mutzschen und gehörte dem Ritterstand an. 
1472 erhielt er die Berggerechtigkeit „um das Nuwestetlin“ in der Pflege Hohnstein verliehen.
Als Hauptmann in Schneeberg war er vor Ort der oberste Beamte der beiden Landesherren Ernst und Albrecht von Sachsen und überwachte den Bergbau. Er war maßgeblich daran beteiligt, dass Schneeberg eine Stadtverfassung erhielt. Außerdem ließ er ab 1483 den Filzteich errichten. 
1483 verliehen Kurfürst Albrecht und Herzog Ernst von Sachsen in Dresden ihrem heimlichen Rat, Ritter Heinrich von Starschedel, das Zehntamt und den Silberkauf sowie die Rechnungsführung über das Bergwesen in der Umgebung von Schneeberg und Zwickau. Im gleichen Jahr privilegierten sie Starschedel mit einer Anweisung, dass jeder, der sein Kunstgezeug in Schneeberg nutzt, ihm die Hälfte des dadurch entstandenen Nutzens auszahlen soll.
Im Zuge der Leipziger Teilung 1485 scheint Starschedel Schneeberg verlassen zu haben und als Rat in den Dienst des Kurfürsten Albrecht getreten zu sein.